# سوربولو
سوربولو (به ایتالیایی: Sorbolo) یک منطقهٔ مسکونی در ایتالیا است که در استان پارما واقع شده‌است.

## خصوصیات
سوربولو ۳۹٫۶ کیلومترمربع مساحت و ۹٬۴۷۳ نفر جمعیت دارد و ۴۰ متر بالاتر از سطح دریا واقع شده‌است.

## خواهرخوانده
شهر ویریا خواهرخواندهٔ سوربولو هست.